# 실종아동찾기센터
실종아동찾기센터(失踪兒童-)는 대한민국 전역에서 발생하는 모든 실종자에 대한 신고ㆍ접수, 조회 및 전산입력 등 찾는 업무를 24시간 신속하고 효율적으로 통합 관리하기 위해 설치된 대한민국의 유일한 실종 수사기관이다. 신고전화번호는 국번 없이 182이다.

## 업무
14세 미만 실종아동, 실종 장애인(지적장애인, 자폐성장애인, 정신장애인), 실종 치매질환자에 대한 실종신고와 보호신고를 접수 및 처리한다. 전화번호는 182로 일원화하였으며 24시간 운영 중이다.
- 실종아동등 프로파일링시스템 운영
- 유괴실종경보발령시스템 운영
- 지문 활용 가족찾기
- 유전자 활용 가족찾기

등의 업무도 병행하고 있다.